# Едженсі-Вілледж (Південна Дакота)
Едженсі-Вілледж (англ. Agency Village) — переписна місцевість (CDP) в США, в окрузі Робертс штату Південна Дакота. Населення — 776 осіб (2020).

## Географія
Едженсі-Вілледж розташоване за координатами 45°34′51″ пн. ш. 97°4′59″ зх. д. / 45.58083° пн. ш. 97.08306° зх. д. (45.580841, -97.083120).  За даними Бюро перепису населення США в 2010 році переписна місцевість мала площу 14,79 км², уся площа — суходіл.

## Демографія
Згідно з переписом 2010 року, у переписній місцевості мешкала 181 особа в 39 домогосподарствах у складі 36 родин. Густота населення становила 12 осіб/км².  Було 44 помешкання (3/км²).
Расовий склад населення:
| - 89,5 % — корінних американців - 6,1 % — білих - 0,6 % — чорних або афроамериканців |

До двох чи більше рас належало 3,3 %. Частка іспаномовних становила 2,2 % від усіх жителів.
За віковим діапазоном населення розподілялося таким чином: 40,9 % — особи молодші 18 років, 53,6 % — особи у віці 18—64 років, 5,5 % — особи у віці 65 років та старші. Медіана віку мешканця становила 21,5 року. На 100 осіб жіночої статі у переписній місцевості припадало 88,5 чоловіків;  на 100 жінок у віці від 18 років та старших — 78,3 чоловіків також старших 18 років.
Середній дохід на одне домашнє господарство  становив 34 690 доларів США (медіана — 36 250), а середній дохід на одну сім'ю — 34 690 доларів (медіана — 36 250). 
Цивільне працевлаштоване населення становило 70 осіб. Основні галузі зайнятості: мистецтво, розваги та відпочинок — 48,6 %, фінанси, страхування та нерухомість — 14,3 %, роздрібна торгівля — 11,4 %.